# 1969 (영화)
《1969》는 미국에서 제작된 어니스트 톰슨 감독의 1988년 드라마, 전쟁 영화이다. 로버트 다우니 주니어 등이 주연으로 출연하였고 빌 바달라토 등이 제작에 참여하였다.

## 출연

### 주연
- 로버트 다우니 주니어
- 키퍼 서덜랜드
- 브루스 던
- 마리에트 하틀리
- 위노나 라이더

### 조연
- 조안나 캐시디
- 크리스토퍼 윈
- 켈러 컨
- 스티브 포스터
- 메트 햇필드
- 웰톤 투틀

## 기타
- 협력프로듀서: 아리엘 배그다디
- 미술: 마샤 힌즈
- 의상: 줄리 웨이스
- 배역: 제인 페인버그
- 배역: 마이크 펜튼
- 배역: 발로리 마살라스
- 배역: 파멜라 락